# Kento Sugino
Kento Sugino (japanisch 杉野 健斗 Sugino Kento; * 25. Februar 1992 in der Präfektur Gifu) ist ein japanischer Fußballspieler.

## Karriere
Sugino erlernte das Fußballspielen in der Schulmannschaft der Tokai Gakuen High School und der Universitätsmannschaft der Tokai-Gakuen-Universität. Seinen ersten Vertrag unterschrieb er 2014 bei Fukushima United FC. Der Verein spielte in der dritthöchsten Liga des Landes, der J3 League. Für den Verein absolvierte er 53 Ligaspiele. Ende 2017 beendete er seine Karriere als Fußballspieler.